# Anisotamia ruficornis
Anisotamia ruficornis är en tvåvingeart som beskrevs av Macquart 1840. Anisotamia ruficornis ingår i släktet Anisotamia och familjen svävflugor. Inga underarter finns listade i Catalogue of Life.